# سورتینگ
سورتینگ جداسازی مواد و محصولات بر اساس طرح ازپیش تعیین شده برای بهبود کیفیت یا استفاده از قسمتهای خاص مورد نظر محصول است.(5)
سورت لغتی انگلیسی به معنای جور کردن ، دسته بندی ، مرتب سازی و به طور کلی جدا کردن است  (01 )
بسته به نوع حسگرهای مورد استفاده و هوش نرم‌افزاری سیستم پردازش تصویر،دستگاههای سورتینگ می‌توانند رنگ، اندازه، شکل، خواص ساختاری و ترکیب شیمیایی اشیاء را تشخیص دهند. مرتب کننده اشیاء را با معیارهای پذیرش dh رد تعریف شده توسط کاربر مقایسه می کند تا محصولات معیوب و مواد خارجی (FM) را از خط تولید شناسایی و حذف کند، یا محصول با درجه ها یا انواع مختلف مواد را جدا کند.
به ابتدائی ترین الک های جدا سازی مواد ریز و درشت و مدرن ترین سورترهای مجهز به دوربین های پیشرفته یا اشعه های لیزر، ایکس یا ماوراء بنفش  سورتینگ گفته میشو(6). 
سورتینگ؛ فرآیندی چندمرحله‌ای برای مرتب کردن، یک دست کردن، تفکیک و دسته بندی اقلام یک محصول بر اساس رنگ، شکل، اندازه و جنس می‌باشد. به این فرآیند سورت و یا سورت کردن نیز می‌گویند.
سورتینگ به کمک دستگاهی الکترومکانیکی به نام سورتر انجام می‌شود. سورترها انواع مختلفی داشته و برای سورت یا مرتب‌سازی محصول خاصی به‌کار گرفته می‌شوند. دستگاه‌های سورتینگ برای سورت انواع محصولات غذایی، کشاورزی، معدنی و پلیمری استفاده می‌شوند. انواع سورتینگ شامل اپتیکال یا نوری، دیجیتال، سنسوری، مغناطیسی و غیره می باشد. در سورتینگ الکترونیکی میوه و مرکبات، جداسازی و طبقه‌بندی خودکار محصولات بر اساس ویژگی‌هایی مانند اندازه، وزن، رنگ یا عیوب، توسط حسگرهایی نظیر لودسل و سیستم‌های پردازش تصویر انجام می‌شود.
در سال‌های اخیر در شهرهای شمالی ایران، کارگاه‌های متعدد سورتینگ برای درجه‌بندی محصولات مهم کشاورزی مانند برنج و چای احداث شده‌اند. از شرکت‌های معتبر در عرصه سورتینگ هوشمند می‌توان آرین کارپک و پندتک و کارماشین را نام برد. این شرکت ها با همکاری با برندهای معتبر جهانی به تجهیز تعداد زیادی از کارخانه‌ها و برنجکوبی‌ها اقدام کرده اند.

1. ↑  "Optical sorting". Wikipedia (به انگلیسی). 2022-10-13.
2. ↑  «هر آنچه که باید درباره‌ی سورتر بدانید». پندسورت. ۲۰۲۲-۰۴-۳۰. دریافت‌شده در ۲۰۲۲-۱۲-۱۰.
3. ↑  خدادوست، عادل (۲۰۲۲-۱۱-۲۷). «سورتر و سورتینگ به زبان ساده!». شرکت کنترل توزین پند | پندتک. دریافت‌شده در ۲۰۲۲-۱۲-۱۰.
4. ↑  «سورتینگ الکترونیکی چیست؟ - ماشین سازی مازند صنعت». وب‌سایت مازند صنعت. دریافت‌شده در ۷ ژوئن ۲۰۲۵.
5. ↑  «درباره ما». پندسورت. دریافت‌شده در ۲۰۲۲-۱۲-۱۱.

5- مقاله "سورتینگ و انواع آن " از سایت شرکت آرین کارپک به نشانی www.ariancarpack.com
6- مقاله سورتینگ و انواع آن" از www.ariancarpack.com
7-   12 نکته مهم در خرید ماشین آلات صنایع غذایی ازhttps://ariancarpack.com/